# 10-см гаубиця M.14 «Skoda» 14/19
Гаубиця 10 cm FH M 14 (відома також, як Škoda 100-mm houfnice vz. 14) випускалася з 1914а чеським заводом Škoda. Прийнята в екстреному порядку на озброєння Австро-Угорської армії замість застарілої гаубиці 10 cm FH M 99 під час Першої світової війни.

## Конструктивні особливості та модифікації
До щита зброї були приєднані сидіння для двох артилеристів. Більшість лафетів гаубиць мали колеса на дерев'яних спицях так, що їх могла тягнути шістка коней. За необхідності перевезення з бездоріжжя зброю можна було розібрати на три частини частини й завантажити окремі вози. У міжвоєнний період деякі гармати отримали гумові шини і втратили сидіння для артилеристів, що дозволило буксирувати їх автотранспортом. Основні характеристики гаубиці зразка 1914:
- Калібр — 104 мм;
- Довжина ствола — 1,93 м (19 калібрів);
- Маса зброї в бойовому положенні — 1350 кг;
- Кути вертикального наведення — від −7,5° до +48°, горизонтального — 5,5°;
- Початкова швидкість - 407 м / с;
- Швидкострільність — до 8 пострілів за хвилину
- Дальність стрільби — 8400 м;
- Маса снаряда — 14 кг[1].

### Škoda houfnice vz. 14/19

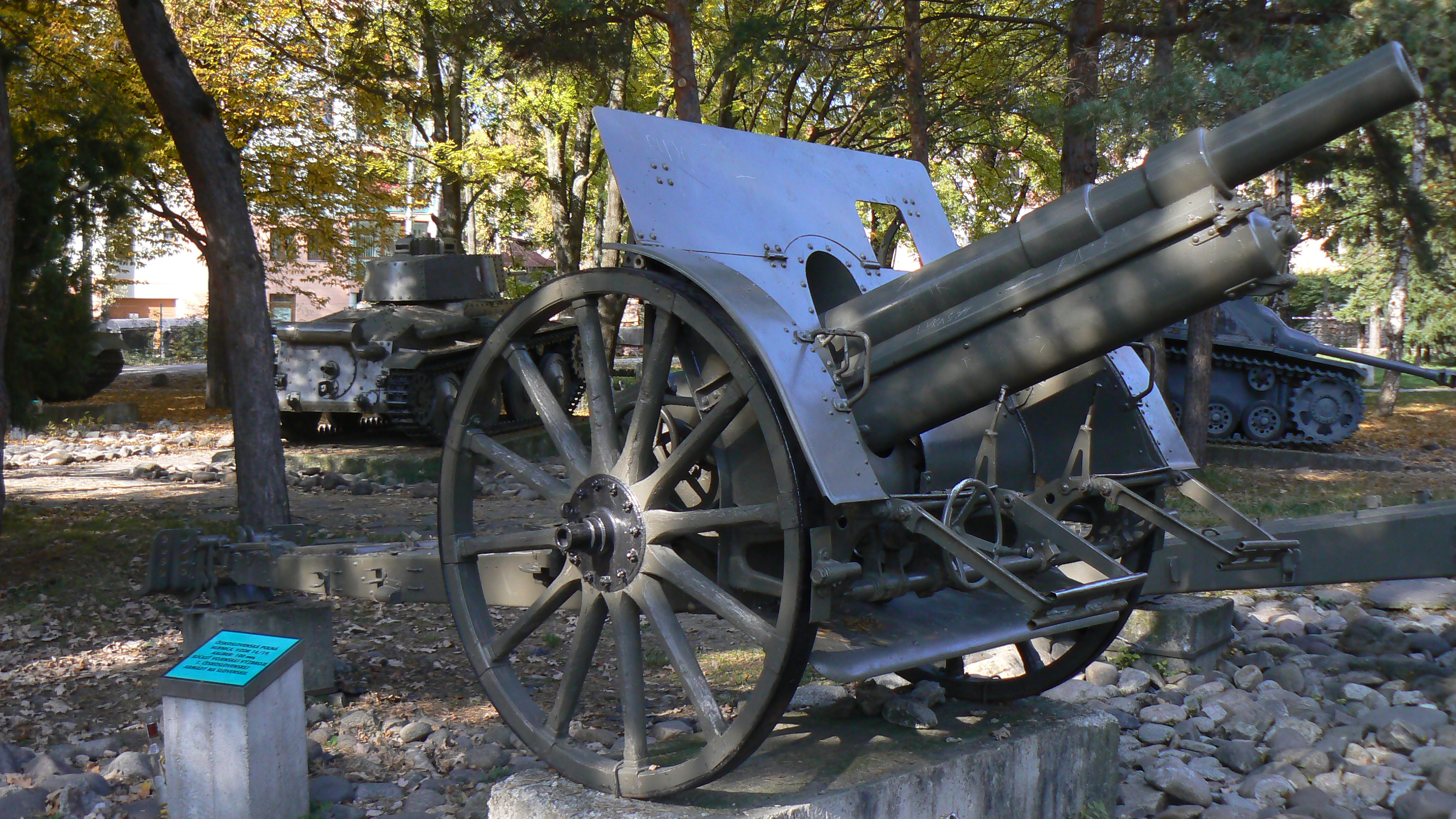
Škoda 100-mm vz. 14/19

В 1919 році гаубиця була значно модернізована і отримала позначення «Škoda 100mm Model 14/19» .
Основним поліпшенням стало збільшення довжини ствола, що збільшило далекобійність гармати. В такому варіанті гармата випускалась в Чехословаччині до 1938 року, активно поставлялась на експорт, а також вироблялась за ліцензією в Польщі а заводі в Стараховицях під назвою «100 mm wz.1914/19P».
Основні характеристики, відмінні від зразка 1914 року:
- Довжина ствола — 2,4 м (24 калібру);
- Маса зброї в бойовому / похідному положенні - 1505 / 2025  кг;
- Початкова швидкість - 415-417 м / с;
- Максимальна дальність стрільби — 9970 м[1].

## Експлуатанти
У ході Першої світової війни гармата використовувалася Австро-Угорщиною (М-14 Feldhaubitze), а в міжвоєнний період - арміями країн, що з'явилися на її місці: Австрійської республіки, королівства Угорщини (10 cm Škoda 14 M.), Чехословаччини, а також Албанії, Греції, Італії (Obice da 100/17 Modelo 14), Польщі (100 mm haubica wz. 1914) та Югославії. У Італії кількість цих гармат було настільки значна, що для налагодили місцеве виробництво снарядів і запасних частин. Усього було випущено багато тисяч гаубиць обох моделей, що зробило їх одними з наймасовіших і найпоширеніших у Центральну Європу в міжвоєнний період.

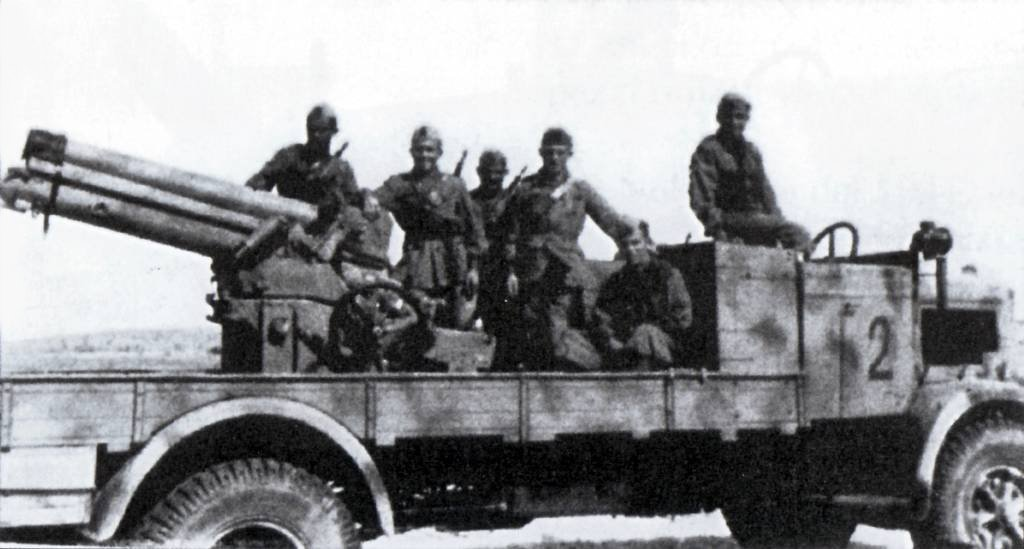
Протитанкова гармата 100/17 Lancia 3Ro, що брала участь у Північноафриканській кампанії

Королевська Італійська Армія під час Першої світової війни захопила в Австрії 1222 гаубиці 10 cm Mod. 14/16, а ще 1472 були отримані після війни як репарації. Трофейні гармати іменувалися Obice da 100/17 Mod. 14 та Obice da 100/17 Mod. 16. Арсенал у Турині розробив їм представлену 1932 року нову серію боєприпасів, які включали і хімічні снаряди. До початку Другої світової війни у Королівської армії та прикордонних частин (Guardia alla Frontiera) вважалося 1325 Mod. 14 австрійського типу та 199 гаубиць, у яких дерев'яні колеса були замінені шинами для використання у моторизованих дивізіях. Артилерія гірських військ Alpini мала 181 гармати Mod. 16. Під час Північноафриканської кампанії італійські війська встановлювали гаубиці 100/17 Mod. 14 на важкі вантажівки Lancia 3Ro та застосовували їх як мобільні протитанкові гармати.

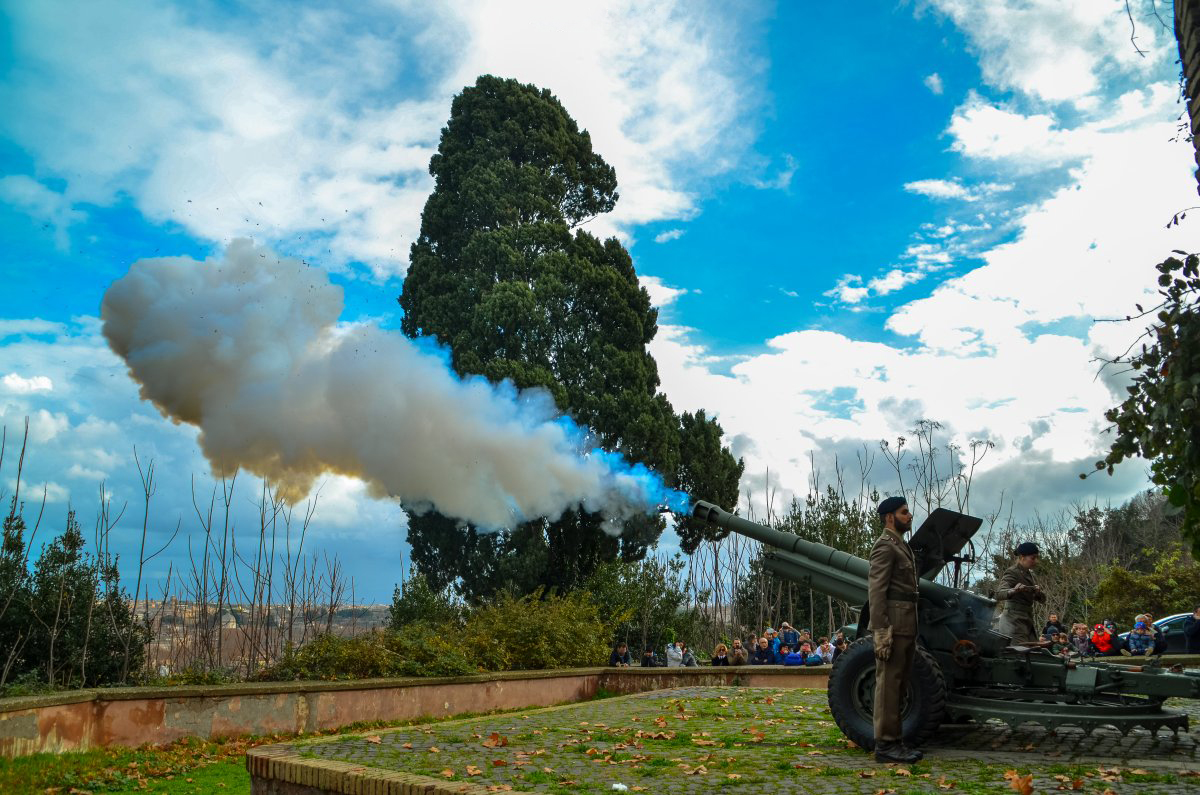
Південний постріл гаубиці 105/22 Mod. 14/61 з пагорбі Янікул у Римі. Видно деталі, встановлені при модернізаціях 1950-1960х років.

Після закінчення Другої світової війни деякі з гаубиць, що збереглися, пройшли модернізацію в Арсеналі Неаполя для використання в складі гірської артилерії, вони отримали найменування 100/17 Mod. 14 mont. та 100/17 Mod. 16 mont. У другій половині 1950-х років гармата знову було доопрацьована: 100/17 Mod. 14/50, Армії Італії, що призначалися для польової артилерії, отримали поворотне коло, гумові шини і щит, запозичені у британських 25-фунтових гаубиць Ordnance QF, що знаходилися на складах, а на 100/17 Mod. 14/16/50для частин гірської артилерії поворотний круг не встановився.
У 1961 році була чергова модифікація: ствол зброї був подовжений і перекалібрований під боєприпаси [NATO], в результаті чого співвідношення його довжини до калібру склало 105/22; нова версія була названа 105/22 Mod. 14/61. Ними оснащувалися групи польової артилерії моторизованих дивізій сухопутних військ.
Після реформи 1975 року зброї 105/22 Mod. 14/61 були виведені з експлуатації та передані на зберігання, де й перебували до 1984 року. На даний момент, крім музейних експонатів та гармат, що знаходяться в експозиціях меморіалів, в Італії в робочому стані збереглася єдина гаубиця 105/22 Mod. 14/61: вона знаходиться на римському пагорбі Янікул і з 1991 року щодня використовується для пострілів опівдні.
У Другої світової війни трофейні гармати використовувалися вермахтом під позначенням:
- колишні австрійські, отримані в результаті Аншлюсс а - 10 cm leFH 14 (ö);
- гаубиці зразка 1914 року, захоплені: 10-сm leFH-315(I)— в Італії, 10cm leFH-316(g) — в Греції і 10-cm leFH-316(j) — в Югославії;
- гаубиці зразка 1914/1919 року: 10 cm leFH 14/19(t)'— 382 одиниці, захоплені Чехословаччини, leFH 14/19(p) — 676 одиниць захоплені в Польщі, їх 72 наприкінці 1940 г. продані Румунії, leFH 316(j) і leFH 14/19(g)— захоплені відповідно в Югославії (близько півсотні) і в Греції[1].

Крім того, на складах Червоної Армії було дві-три сотні трофейних 100-мм гаубиць зразка 1914/1919 року польського та прибалтійського походження. Можливо вони застосовувалися під час війни, оскільки їм у 1941 і 1942 роках було видано "Таблиці стрільби".